# Cissus gambiana
Cissus gambiana är en vinväxtart som beskrevs av Descoings. Cissus gambiana ingår i släktet Cissus och familjen vinväxter. Inga underarter finns listade i Catalogue of Life.